# 28446 Davlantes
28446 Davlantes è un asteroide della fascia principale. Scoperto nel 2000, presenta un'orbita caratterizzata da un semiasse maggiore pari a 2,3122444 UA e da un'eccentricità di 0,1730465, inclinata di 3,98525° rispetto all'eclittica.